# Ohkay Owingeh
Ohkay Owingeh – jednostka osadnicza w Stanach Zjednoczonych, w stanie Nowy Meksyk, w hrabstwie Rio Arriba.